# Francisco Echevarría
Francisco Echevarría (ur. 4 czerwca 1947 w Senahú) – gwatemalski sztangista, olimpijczyk, pierwszy gwatemalski sztangista startujący na igrzyskach olimpijskich.
Reprezentował Gwatemalę na igrzyskach olimpijskich w Meksyku w 1968 roku w wadze piórkowej. W wyciskaniu zaliczył dwie pierwsze próby na 82,5 i 87,5 kg, trzecia na 90 kg była nieudana. Po tej konkurencji Echevarría zajmował ostatnią pozycję.
W rwaniu dwie pierwsze próby na 72,5 i 77,5 kg zaliczył, ale trzecią na 90 kg spalił. W podrzucie podniósł 105 kg w pierwszej próbie, drugą próbę na 112,5 kg spalił, ale poprawka na tym samym ciężarze okazała się skuteczna. W podrzucie i rwaniu uzyskiwał jednak najgorsze wyniki; łączny rezultat Gwatemalczyka (277,5 kg) dał mu ostatnie 20. miejsce (nie licząc zawodników, którzy nie ukończyli zawodów).